# Llanera de Ranes
Llanera de Ranes település Spanyolországban, Valencia tartományban. Llanera de Ranes Anna, Canals, Cerdà, Estubeny, Granja de Rocamora, Rotglà i Corberà, Sellent, Torrella, Vallés, Xàtiva, Alcàntera de Xúquer és La Granja de la Costera községekkel határos. Lakosainak száma 1057 fő (2024).

## Népesség
A település népessége az utóbbi években az alábbiak szerint változott:
| Lakosok száma | 1072 | 1059 | 1077 | 1107 | 1143 | 1035 | 1042 | 1055 | 1066 | 1057 |
|               | 2001 | 2004 | 2007 | 2009 | 2012 | 2014 | 2017 | 2019 | 2022 | 2024 |